# Midwinter Tears
Midwinter Tears è una compilation della gothic metal band Tristania, pubblicata il 6 giugno 2005.

## Album
L'album, strutturato in un CD e un DVD, contiene la precedente compilation Midwintertears/Angina e il live Widow's Tour.
In questa compilation non compare il cantante Østen Bergøy, se non come corista in Evenfall.

## Tracce

### CD
1. Sirene (Veland, Moen) - 3:22
2. Midwintertears (Veland, Moen) - 8:30
3. Pale Enchantress (Veland, Moen) - 6:29
4. Cease to Exist (Veland, Moen) - 9:16
5. Angina (Single Edit) (Veland) - 4:19
6. Opus Relinque (Radio Edit) (Moen, Hidle) - 5:02
7. Saturnine (Veland, Moen) - 2:03

### DVD
1. Midwintertears (Veland, Moen) - 07:15
2. My Lost Lenore (Veland) - 06:11
3. December Elegy (Veland) - 07:02
4. Pale Enchantress (Veland, Moen) - 06:02
5. Evenfall (Video Clip) (Veland, Moen) - 07:28
6. Wasteland's Caress (Tour Edit) (Veland) - 07:58

## Formazione
- Vibeke Stene – voce femminile
- Anders Høvyvik Hidle – chitarra solista, cori death
- Morten Veland – chitarra ritmica, voce death
- Einar Moen – tastiere, programmazione
- Rune Østerhus – basso
- Kenneth Ølsson – batteria, cori

### Collaborazioni
- Østen Bergøy – cori in Evenfall (Video Clip)
- Pete Johansen – violino  in Angina (Single Edit) e Evenfall (Video Clip)